# Европско првенство у атлетици у дворани 1979 — скок удаљ за жене
Такмичење у скоку удаљ у женској конкуренцији на 10. Европском првенству у атлетици у дворани 1979. одржано је 24. фебруара  у Бечу у, Аустрија).
Титулу европске првакиње освојену на Европском првенству у дворани 1978. у Минхену нија одбранила  Јармила Нигринова из Чехословачке.

## Земље учеснице
Учествовало је 6 скакачица удаљ из 6 земаља.
1. Аустрија (1)
2. Западна Немачка (1)
3. Источна Немачка (1)
4. Румунија (1)
5. Чехословачка (1)
6. 8Шведска (1)

## Рекорди
| Рекорди пре почетка Европског првенства у дворани 1978.     | Рекорди пре почетка Европског првенства у дворани 1978. | Рекорди пре почетка Европског првенства у дворани 1978. | Рекорди пре почетка Европског првенства у дворани 1978. | Рекорди пре почетка Европског првенства у дворани 1978. | Рекорди пре почетка Европског првенства у дворани 1978. |
| ----------------------------------------------------------- | ------------------------------------------------------- | ------------------------------------------------------- | ------------------------------------------------------- | ------------------------------------------------------- | ------------------------------------------------------- |
| Светски рекорд                                              | Ангела Фојгт                                            | Источна Немачка                                         | 6,76                                                    | Берлин, Источна Немачка                                 | 24. јануар 1976.                                        |
| Европски рекорд у дворани                                   | Ангела Фојгт                                            | Источна Немачка                                         | 6,76                                                    | Берлин, Источна Немачка                                 | 24. јануар 1976.                                        |
| Рекорди европских првенстава у дворани                      | Мета Антенен                                            | Швајцарска                                              | 6,69                                                    | Гетеборг, Шведска                                       | 10. март 1974.                                          |
| Рекорди после завршеног Европског првенства у дворани 1978. |                                                         |                                                         |                                                         |                                                         |                                                         |
| Рекорди европских првенстава у дворани                      | Зигурн Зигел                                            | Источна Немачка                                         | 6,70                                                    | Беч, Аустрија                                           | 24. март 1979.                                          |

## Освајачи медаља
|                              |                                 |                       |
| Зигурн Зигел Источна Немачка | Јармила Стрејчкова Чехословачка | Лена Јохансон Шведска |

## Резултати

### Финале
Одржано је само финално такмичење јер је учествовало само 6 атлетичарки.
| Пласман | Атлетичарка          | Земља           | ЛР   | ЛРС  | #1   | #2   | #3   | #4   | #5   | #6   | Резултат | Белешка |
| ------- | -------------------- | --------------- | ---- | ---- | ---- | ---- | ---- | ---- | ---- | ---- | -------- | ------- |
|         | Зигурн Зигел         | Источна Немачка |      |      | 6,40 | 6,18 | 6,37 | 6,40 | 6,41 | 6,70 | 6,70     | РЕП     |
|         | Јармила Стрејчкова   | Чехословачка    | 6,63 |      | x    | 6,26 | 6,29 | 6,32 | 6,42 | 6,35 | 6,42     |         |
|         | Лена Јохансон        | Шведска         | 6,53 |      | x    | x    | 6,21 | x    | 6,20 | 6,27 | 6,27     |         |
| 4.      | Ђина Ghioroaie−Панаи | Румунија        | 6,54 |      | 6,08 | 6,05 | 6,05 | 6,10 | 6,05 | x    | 6,10     |         |
| 5.      | Рита Мојрер          | Источна Немачка | 6,56 | 6,55 | 5,75 | 6,05 | 6,03 | x    | x    | x    | 6,05     |         |
| 6.      | Едит Мајер           | Румунија        |      | 6,53 | 5,61 | 5,88 | 5,78 | 5,66 | x    | 5,76 | 5,88     |         |

Подебљани лични рекорди су и национални рекорди земље коју атлетичарка представља

## Укупни биланс медаља у скоку удаљ за жене после 10 Европског првенства у дворани 1970—1979.
|     | Земља                |    |    |    |    |
| --- | -------------------- | -- | -- | -- | -- |
| 1.  | Чехословачка         | 2  | 3  | 1  | 6  |
| 2.. | Западна Немачка      | 2  | 2  | 0  | 4  |
| 3.  | Румунија             | 2  | 0  | 2  | 4  |
| 4.  | Совјетски Савез      | 1  | 1  | 1  | 3  |
| 4.  | Швајцарска           | 1  | 1  | 1  | 3  |
| 6.  | Источна Немачка      | 1  | 0  | 1  | 2  |
| 7.  | Бугарска             | 1  | 0  | 0  | 1  |
| 8.  | Мађарска             | 0  | 2  | 0  | 2  |
| 9.  | Пољска               | 0  | 1  | 2  | 3  |
| 10. | Уједињено Краљевство | 0  | 0  | 1  | 1  |
| 10. | Шведска              | 0  | 0  | 1  | 1  |
|     | Укупно {11}          | 10 | 10 | 10 | 30 |

|    | Атлетичарка         | Земља           |   |   |   |   |
| -- | ------------------- | --------------- | - | - | - | - |
| 1. | Јармила Нигринова   | Чехословачка    | 2 | 3 | 1 | 6 |
| 2. | Мета Антенен        | Швајцарска      | 1 | 1 | 1 | 3 |
| 3. | Хајде Розендал      | Западна Немачка | 1 | 1 | 0 | 2 |
| 3. | Лидија Алфејева     | Совјетски Савез | 1 | 1 | 0 | 2 |
| 5. | Виорика Вископољану | Румунија        | 1 | 0 | 1 | 2 |
| 6. | Илдико Ердељи       | Мађарска        | 0 | 2 | 0 | 2 |
| 7. | Мирослава Сарна     | Пољска          | 0 | 0 | 2 | 2 |